# 11019 Hansrott
11019 Hansrott è un asteroide della fascia principale. Scoperto nel 1984, presenta un'orbita caratterizzata da un semiasse maggiore pari a 2,3857700 UA e da un'eccentricità di 0,1569870, inclinata di 2,45982° rispetto all'eclittica.